# San Francisco Bay Area

San Francisco Bay Area na mapie Kalifornii

San Francisco Bay Area (tłum. rejon zatoki San Francisco; także The Bay Area) – gęsto zaludniony rejon otaczający zatoki San Francisco i San Pablo składający się z dziewięciu hrabstw. Znajdujący się w zachodniej części stanu Kalifornia jest zamieszkany przez ponad 7,5 miliona ludzi i jest to drugi co do wielkości obszar metropolitalny w tym stanie po Los Angeles oraz piąty pod tym względem w Stanach Zjednoczonych.

## Regiony

Hrabstwa San Francisco Bay Area ze względu na podział geograficzny.

Dziewięć hrabstw zaliczających się do metropolii podzielone są na pięć regionów:
- wschodni (Contra Costa, Alameda)
- północny (Marin, Napa, Solano, Sonoma)
- półwysep (San Francisco)
- południowy (San Mateo)
- zewnętrzny (Santa Clara).

## Polityka
Bay Area jest powszechnie uważany za jeden z najbardziej liberalnych obszarów w kraju. Według Cook Partisan Voting Index (CPVI) kandydaci partii demokratycznej mają o około 40-50 procent więcej głosów powyżej średniej zarówno w Kalifornii, jak i całym kraju.